# John J. Jordan
John J. Jordan (* in Los Angeles, Kalifornien) ist ein US-amerikanischer Schauspieler.

## Leben
Jordan wurde in Los Angeles geboren und machte seinen Abschluss am Morehouse College. Erste Bühnenrollen übernahm er in seiner Geburtsstadt im Company of Los Angeles. Weitere Bühnen waren in Atlanta die gleichnamige Titelrolle in Othello im Alliance Theater sowie die Rolle des Charlie in Ain’t Mishbehavin’ im Fox Theater. Ab Anfang der 2010er Jahre folgten erste Rollen in Film- und Serienproduktionen. 2012 spielte er in einer Episode der Fernsehdokuserie 1000 Wege, ins Gras zu beißen mit. Ab 2012 bis 2015 besuchte er verschiedene Schauspielkurse. In den nächsten Jahren folgten Episodenrollen in verschiedenen Fernsehserien wie My Crazy Ex, Rich and Acquitted, Sesamstraße, Corrupt Crimes oder The Coroner: I Speak for the Dead. 2021 stellte er in acht Episoden der Fernsehserie Cypher die Rolle des Andre dar. 2022 spielte er im Fernsehfilm Killer Stepmom die Rolle des Mr. Morgan. Im selben Jahr verkörperte er im Actionfilm Top Gunner 2 – Danger Zone die Rolle des Wayne Curtis.

## Filmografie (Auswahl)
- 2010: The Lonely Ones (Kurzfilm)
- 2011: He Heard My Cry
- 2012: 1000 Wege, ins Gras zu beißen (1000 Ways to Die, Fernsehdokuserie, Episode 5x10)
- 2012: H4
- 2012: The Darkest Game (Kurzfilm)
- 2012: Out in These Streets (Kurzfilm)
- 2012: The Legend of Black Annie
- 2013: Mein peinlicher Sex-Unfall (Sex Sent Me to the ER, Fernsehdokuserie, Episode 1x01)
- 2014: Celebrity Crime Files (Fernsehdokuserie, Episode 3x01)
- 2015: My Crazy Ex (Fernsehserie, Episode 1x03)
- 2015: America’s Court with Judge Ross (Fernsehserie)
- 2016: Rich and Acquitted (Fernsehdokuserie, Episode 1x03)
- 2017: Sesamstraße (Sesame Street, Fernsehserie, Episode 47x03)
- 2017: Corrupt Crimes (Fernsehdokuserie, Episode 2x39)
- 2017: The Coroner: I Speak for the Dead (Fernsehserie, Episode 2x09)
- 2018: Nightmare Tenant
- 2020: Mani (Fernsehserie, 2 Episoden)
- 2020: Tell Her
- 2020: Cheer Camp Killer (Fernsehfilm)
- 2021: Cypher (Fernsehserie, 8 Episoden)
- 2021: Mixed-ish (Fernsehserie, Episode 2x13)
- 2021: Pom Poms and Payback (Fernsehfilm)
- 2021: CSI: Vegas (CSI: Crime Scene Investigation, Fernsehserie, Episode 1x04)
- 2022: Killer Stepmom (Fernsehfilm)
- 2022: Top Gunner 2 – Danger Zone (Top Gunner: Danger Zone)

## Theater (Auswahl)
- LA Views III, Company of Los Angeles
- Peacock Men, Company of Los Angeles
- Othello, Alliance Theater
- Ain’t Mishbehavin’, Fox Theater